# Втрачений роман (телесеріал)
Втрачений роман — тайванський телесеріал 2020 року, показувався на телеканалі «TTV»
У головних ролях Маркус Чан, Вівіан Сун, Келлі Ліао, Кікі Чень, Дейн Лі, Пол Олександр, Саймон Ліен, Джейсон Сюй, Шон Лін, Чи Вей Тенг, Йао Хсіао, Дон Вонг,

## Сюжет
Молода дівчина Чжен Сяо Ень працює у видавництві. Вона — редактор, що займається відбором та коригуванням любовних романів, а також є головною героїнею яка працює днями і ночами в пошуках чогось по-справжньому нового, проривного і зворушливого. Вона мріє про те, щоб появився переднею генеральний директор компанії, який займає будівлю навпроти офісів її компанії.
Одного разу дівчина, чарівним чином, переноситься на сторінки роману і зустрічається віч-на-віч зі своїм коханим Хе Тянь Синьому. У цій вигаданій всесвіту його звуть Си Ту Ао Жань, і його особистість сильно відрізняється. Вона сподівається використовувати всі поради та хитрості з романів, які вона відредагувала, щоб завоювати його серце. Але незабаром виявляє, що в цьому вигаданому світі, вона не головна героїня, а злий персонаж.

## У ролях
| Актор         | Роль             |
| ------------- | ---------------- |
| Маркус Чан    | Чанг Хе Тянь-Сін |
| Вівіан Сун    | Сон Сяо-Ен       |
| Келлі Ліао    | Ляо Хе Мін-Лі    |
| Кікі Чень     | Чень Су Шань     |
| Дейн Лі       | Лі Джордж        |
| Пол Олександр | Цай Чу-Чу        |
| Саймон Ліен   | Дуань Му Цін-Фен |
| Джейсон Сюй   | Він Тянь-Цзянь   |
| Шон Лін       | Джексон          |
| Чи Вей Тенг   | Hu Chao-Qin      |
| Дон Вонг      | Він Чжао-Нань    |